# Baczejkawa

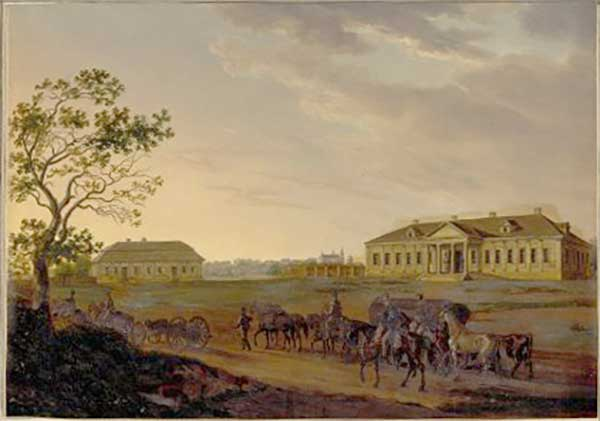
Wojska napoleońskie przed pałacem Ciechanowickich, 1812 rok

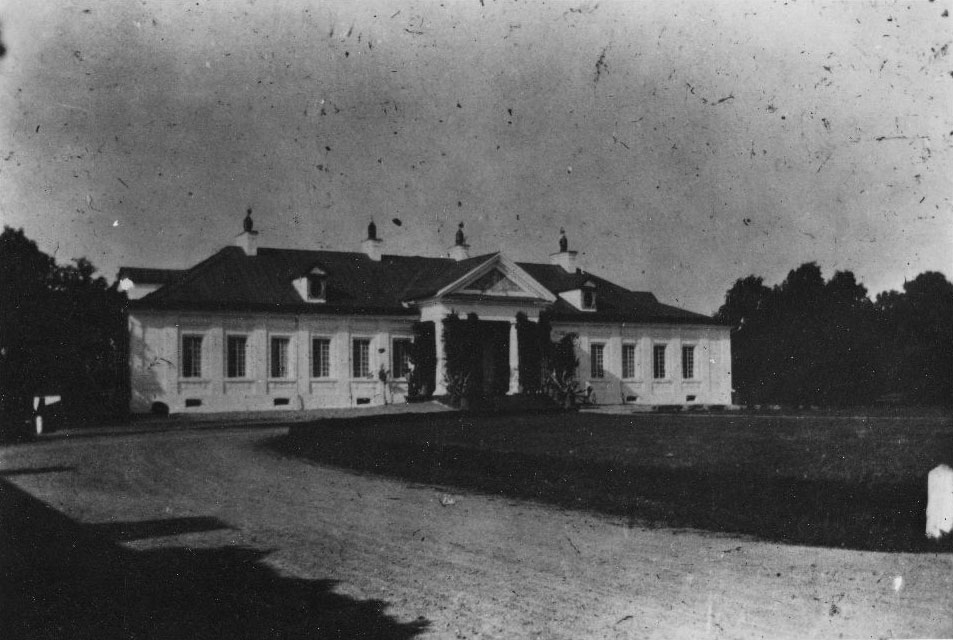
Pałac w 1900 roku

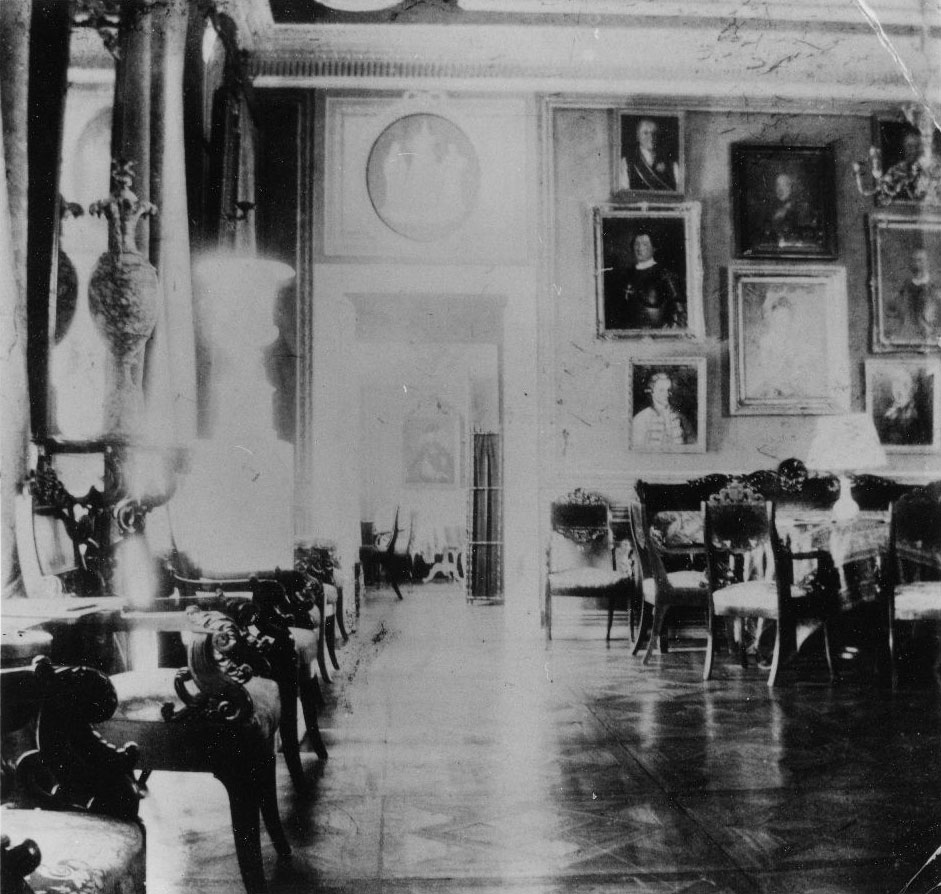
Wnętrza pałacu, przed 1918 rokiem

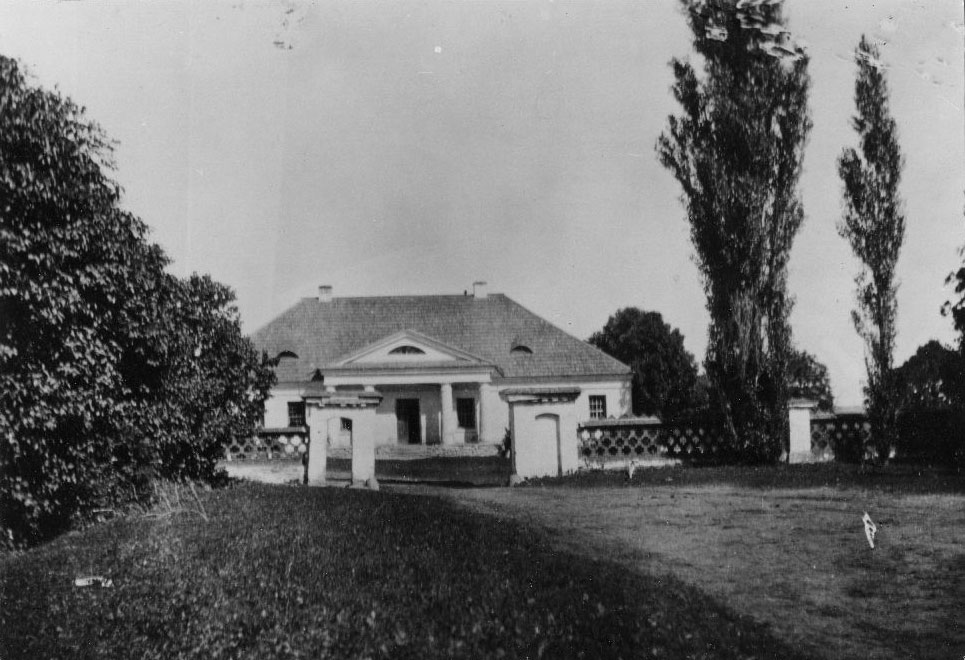
Dworek łowczego, przed 1918 rokiem

Baczejkawa (biał. Бачэйкава; ros. Бочейково, hist. Boczejków, Boczejkowo) – wieś na Białorusi, w rejonie bieszenkowickim obwodu witebskiego, nad Ułłą, około 19 km na zachód od Bieszenkowicz.

## Historia
Pierwsza pisemna wzmianka o wsi pochodzi z roku 1460, gdy wspomniano, że stanowiła wtedy własność księcia Jaszki Michałowicza Druckiego-Podbereskiego-Pstruckiego, zwanego też Jamontowiczem-Podbereskim (zmarłego w 1464 roku).
Historia Boczejkowa w XVI wieku nie jest jasna, istnieją dwie relacje:
1. Jeden z potomków Jaszki, Grzegorz Podbereski zmarł na początku XVI wieku i po nim dobra boczejkowskie przeszły na własność rodziny książąt Mścisławskich. Michał Iwanowicz Mścisławski-Zasławski, kniaź mścisławski ożenił się (w 1499 roku) z Julianną Juriewną Giedyminowiczówną, zapisując jej Boczejków i inne dobra. Jednak wkrótce się z nią rozwiódł, a ona (przed śmiercią w 1507 roku) wyszła za Nikodema Janowicza Ciechanowieckiego (zm. w 1549 roku), kuchmistrza wielkiego koronnego i starostę krewskiego, wnosząc mu majątek w posagu. Po Nikodemie Boczejków odziedziczył jego syn Andrzej (zm. około 1594 roku)[1], nota bene mąż Bohdany, córki Michała Mścisławskiego;
2. Po Jaszce obszerne dobra, których częścią był Boczejków, odziedziczył jego syn, Szymon Jamontowicz-Podbereski. Po jego bezpotomnej w 1540 roku śmierci majątek stał się przedmiotem sporu sądowego między wdową po nim, Fiedką, a siostrą – Julianną. W 1542 roku zapadł wyrok na korzyść Julianny i jej synów, książąt: Grzegorza Jakowlewicza Podbereskiego, marszałka orszańskiego (który stał się właścicielem Boczejkowa) i Iwana[3]. W tym czasie część Boczejkowa była własnością Andrzeja Nikodemowicza Ciechanowieckiego. Po śmierci Grzegorza (w 1585 roku) cały Boczejków stał się własnością Andrzeja Ciechanowieckiego.

Od 1507 roku (według wersji 1.) lub od 1585 roku (według wersji 2.) aż do rewolucji październikowej Boczejków był w rękach rodziny Ciechanowieckich. Wieś została zdewastowana przez Rosjan w czasie wojen o Inflanty (1558–1583). W 1626 roku istniał tu dwór obronny (z częstokołem i fosą). We wsi mieszkało 79 męskich dusz. W tym roku Stanisław Ciechanowiecki (jedyny syn Andrzeja), stolnik orszański, oddał majątek w arendę ks. Emmanuelowi Kantakuzenowi. Kolejnym właścicielem Boczejkowa i innych wsi klucza był syn Stanisława, Krzysztof Ciechanowiecki (zm. w 1655 roku), kasztelan mścisławski, wojewoda miński. W czasie wojny polsko-rosyjskiej (1654–1667) w 1654 roku wieś została spalona przez Rosjan. Kolejnym właścicielem majątku był Wojciech (Albrycht) Konstanty (syn Krzysztofa, zmarły w 1675 roku), oboźny wielki litewski (możliwe, że to on odzyskał Boczejków, żeniąc się z Anną, córką Emmanuela Kantakuzena). Syn Wojciecha i Anny, Hipolit Konstanty (zm. w 1712 roku), starosta opeski zrzekł się majątku na rzecz swego brata, Karola.
W 1675 roku wybudowano tu cerkiew Przemienienia Pańskiego (została zniszczona po 1930 roku). W 1692 roku we wsi mieszkało 45 rodzin.
Karol w czasie wojny domowej na Litwie w 1700 roku opowiedział się po stronie Sapiehów i po przegranej bitwie pod Olkienikami musiał emigrować, oddał więc znów Boczejków Hipolitowi, po którym majątek dziedziczył jego syn Feliks Nikodem (zm. w 1745 roku), starosta mścisławski. Jego syn Jan (zm. w 1764 roku) został oskarżony o zabójstwo swojego teścia, Józefa Strutyńskiego, wkrótce później zginął w czasie ucieczki w Opsie. Majątek Ciechanowieckich został w związku z tym w znacznej mierze skonfiskowany, a pozostałość, obejmującą m.in. Boczejków (około 1/5 dotychczasowych dóbr, obejmująca ciągle 3 miasteczka, około stu folwarków, i inne dobra) odziedziczył młodszy brat Jana, Józef Ciechanowiecki (zm. w 1801 roku).
W XVIII wieku we wsi istniały liczne zakłady przemysłowe, m.in. duży folusz, wytwórnie broni, mebli, szkła, cegielnia, garncarnia i gorzelnia. Po II rozbiorze Polski w 1793 roku dobra te, wcześniej należące do województwa połockiego Rzeczypospolitej, znalazły się na terenie powiatu lepelskiego guberni witebskiej Imperium Rosyjskiego.
Synem Józefa był Stanisław (zm. w 1848 roku), kolejny właściciel majątku. Za czasów jego gospodarowania, 11 lipca 1812 roku w pałacu boczejkowskim zatrzymał się Napoleon Bonaparte w czasie jego inwazji na Rosję. Jednak Stanisław nic nie wiedział o wizycie i nie był wtedy obecny w swoim pałacu. Nikt Napoleona nie przyjął, poza administratorem, co wzbudziło niezadowolenie imperatora. W latach 20. XIX wieku car Mikołaj I planował wybudować we wsi potężną fortecę obronną, jednak plany te nigdy nie zostały zrealizowane.
Spadkobiercą Stanisława był jego syn Rudolf (zmarły w młodości w 1848 roku), a po nim – brat Rudolfa, Paweł (1815–1888), marszałek szlachty lepelskiej. Za jego czasów Boczejków stał się jednym z największych ośrodków kultury polskiej na wschodniej Białorusi. W 1852 roku we wsi mieszkało 136 mężczyzn, a w 1897 roku – już 722 osoby, w znacznej mierze pochodzenia żydowskiego. Po Pawle dobra boczejkowskie odziedziczył jego najmłodszy syn, Władysław (1860–1910), a ostatnim właścicielem majątku był jego syn Jerzy Stanisław Ciechanowiecki (1893–1930), dyplomata II Rzeczypospolitej. W 1886 roku we wsi działały, poza wcześniej wymienionymi, szpital, szkoła elementarna, poczta i telegraf oraz młyn parowy.
W 1921 roku, po ustabilizowaniu się granicy polsko-radzieckiej Boczejków znalazł się w ZSRR. W latach 1923–1924 wieś była siedzibą powiatu boczejkowskiego, od 1924 roku jest siedzibą sielsowietu. W latach 30. XX wieku uruchomiono tu kołchoz „Baczejkawa”. W 1988 roku wieś odwiedził Andrzej Ciechanowiecki, syn ostatniego właściciela majątku, który „stwierdził na miejscu projekty odbudowy założenia pałacowo-ogrodowego”.
Od 1991 roku wieś znajduje się na terenie Republiki Białorusi. Obecnie we wsi działają: szkołą średnia, dom kultury i biblioteka.
W Boczejkowie urodził się Hektor Łapicki.

## Dawne zabytki
W połowie XVI wieku w majątku istniał już dwór. Był wielokrotnie niszczony przez kolejne wojenne pożogi, m.in. w XVI wieku (w czasie wojen o Inflanty), w 1654 roku (w czasie wojny polsko-rosyjskiej) i w 1708 roku (w czasie wielkiej wojny północnej). Niespokojne czasy, bliskość tras przemarszu różnych wojsk, spowodowały, że w połowie XVIII wieku Ciechanowieccy utrzymywali w majątku oddział milicji dworskiej, składający się z do 305 dobrze uzbrojonych mężczyzn.
W 1769 roku (ponoć na wieść o planowanym przybyciu króla Stanisława Augusta na jesienne polowanie) Józef Ciechanowski wybudował tu (w czasie jednego sezonu) nowy, murowany pałac, który przetrwał do II wojny światowej. Był to budynek parterowy, wzniesiony na wysokiej podmurówce, na planie wydłużonego prostokąta. Piętnastoosiowa klasycystyczna elewacja frontowa z centralnym portykiem, zwieńczonym trójkątnym szczytem podtrzymywanym przez 4 kolumny. Od strony ogrodu budynek miał charakter bardziej pałacowy, w związku z tym, że był wzniesiony na zboczu, strona zachodnia (ogrodowa) była piętrowa. W centralnej części tej elewacji znajdował się półkolisty ryzalit z przylegającym tarasem i eliptycznymi schodami prowadzącymi do parku. Wnętrze pałacu było dwutraktowe, w centralnej części znajdował się obszerny westybul, a od strony ogrodu – owalna sala balowa. Na ścianach znajdowało się wiele cennych obrazów, w tym m.in. Ruisdaela. Wśród archiwów, m.in. korespondencja właścicieli z Balzakiem, Kraszewskim, królami wielu państw, carem Aleksandrem II i innymi znanymi osobami.
W 1780 roku w pałacu byli zatrudnieni m.in.: marszałek dworu, burgrabia, koniuszy, kredensarz z lokajami, kuchmistrz z kuchcikami, szafarze.
Zimą roku 1808/1809 pałac spłonął, wnętrza zostały wypalone, niszcząc freski naścienne. Został dość szybko odbudowany (choć freski odtworzono dopiero w 1894 roku), ale w nowej formie zatracił charakter siedziby ziemiańskiej, m.in. po zastąpieniu dotychczasowego dachu przez podwyższony dach mansardowy.
Dziedziniec przedpałacowy miał rozmiary 127 × 90 m (Rynek Starego Miasta w Warszawie ma powierzchnię prawie 2 razy mniejszą). Park znajdował się po zachodniej (ogrodowej) części pałacu, został najprawdopodobniej założony w czasach budowy pałacu.
W 1916 roku w obawie przed zbliżającym się frontem, wszystkie cenne zbiory pałacowe zostały zapakowane do trzech wagonów i wywiezione do Moskwy, gdzie zaginęły. Pałac i założenie parkowe przetrwały I wojnę światową i rewolucję październikową. W latach 20. XX wieku pałac został przeznaczony na cele społeczne. Został zrujnowany po 1941 roku i w latach 50. Do dzisiejszych czasów dotrwało parę mniejszych oficyn i dworek łowczego. Jedną z oficyn wtopiono w nowy budynek szkoły. Z parku pozostały zdziczałe aleje i pojedyncze drzewa – mimo to jest on obecnie uznany za jedyny na Białorusi przykład ogrodu francuskiego.
Majątek w Boczejkowie został opisany w 1. tomie Dziejów rezydencji na dawnych kresach Rzeczypospolitej Romana Aftanazego.